# Reino Unido en los Juegos Olímpicos de Milán-Cortina d'Ampezzo 2026
El Reino Unido estará representado en los Juegos Olímpicos de Milán-Cortina d'Ampezzo 2026. Responsable del equipo olímpico es la Asociación Olímpica Británica.